# Colobothea vidua
Colobothea vidua es una especie de escarabajo longicornio del género Colobothea, categorizada en la tribu Colobotheini, de la subfamilia Lamiinae. Fue descrita por Bates en 1865.

## Descripción
Mide 9-13 mm de longitud.

## Distribución
Se distribuye por Guatemala, Honduras y México.